# Placaj

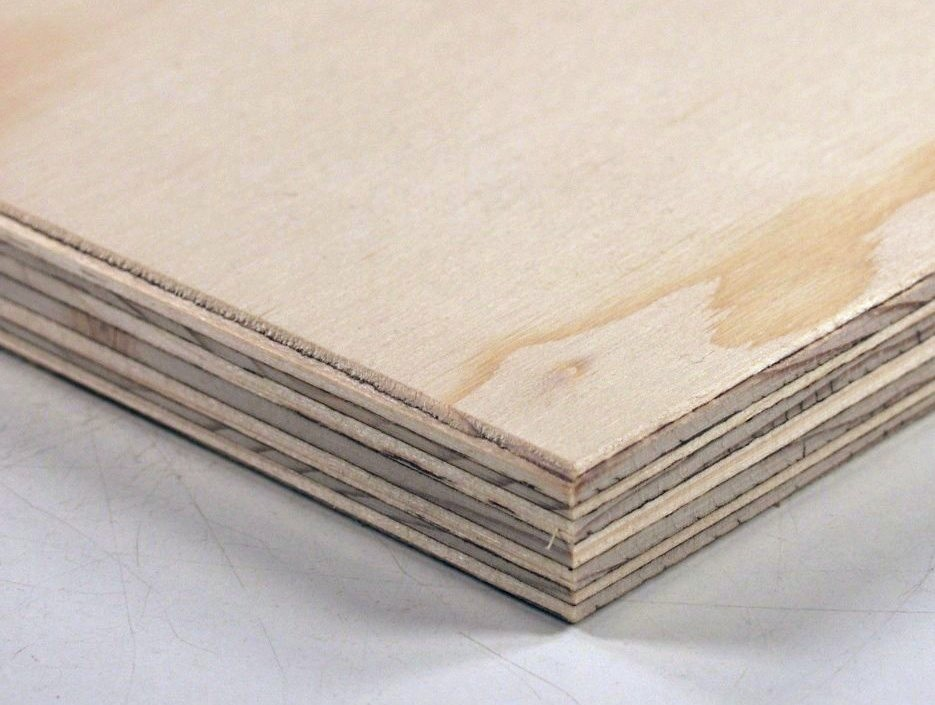

Placajul este un semifabricat din lemn în formă de placă, realizat prin încleierea sub presiune a unui număr, de obicei impar, de foi de furnir suprapuse, folosit ca material de construcție sau la fabricarea mobilelor, a ambalajelor, a ambarcațiunilor etc.

## Proiectare
Fabricarea unui panou de placaj necesită șase etape principale: derulare, sortare, calibrare, presare, șlefuire și tăierea la formate standardizate.
Foile de furnir care alcătuiesc panoul se obțin prin derularea unui buștean. Acesta se rotește în jurul axei și intră în contact cu o lamă, rezultă astfel o foaie de furnir cu o grosime de 0,33 la 4 mm. Furnirele sunt apoi uscate și tăiate la dimensiune. Din acest proces rezultă furnire cu dimensiuni mai mici decât ale panoului final, acestea sunt îmbinate pentru a reconstitui foi întregi. 
Fațetele astfel obținute sunt apoi sortate în funcție de calitate: cele mai bune servesc drept placări exterioare (fețe) și altele, cele îmbinate sau îmbinate în dinți) servesc ca interioare (miez).
Acestea sunt apoi lipite cu adeziv, uree-formaldehidă, melamină, fenol sau rezorcinol.
După aplicarea adezivului foile rezultate sunt introduse într-o presă, ale cărei fețe sunt încălzite pentru a asigura fixarea adezivului. De asemenea, prin operațiunea de încălzire la temperatura  de cca. 160 °C, se elimină orice organism viu (insecte, bacterii).
După răcire, panourile sunt șlefuite și retezate la dimensiunile finale.

## Diferența dintre placaj și placaj flexibil
Diferența dintre placaj și placaj flexibil constă în esența de lemn din care este produs și grosimea placajului.
Într-un placaj uzual, foile de furnir sunt suprapuse alternativ pe lungime și perpendicular, încrucișate, având grosimi identice.
Într-un placaj flexibil, fațetele sunt întotdeauna un număr impar, de asemenea așezate încrucișat, însă straturile exterioare reprezintă aproape toată grosimea placajului, miezul fiind realizat din furnire foarte subțiri. Această caracteristică îi conferă proprietăți bune de îndoire. Placajul flexibil este deosebit de folosit pentru a face butoaie, bărci, mobilier sau lucrări speciale. Cu toate acestea, înainte de îndoire plăcile flexibile nu au același caracteristici de rezistență ca ale placajului obișnuit.